# 梅陇镇 (海丰县)

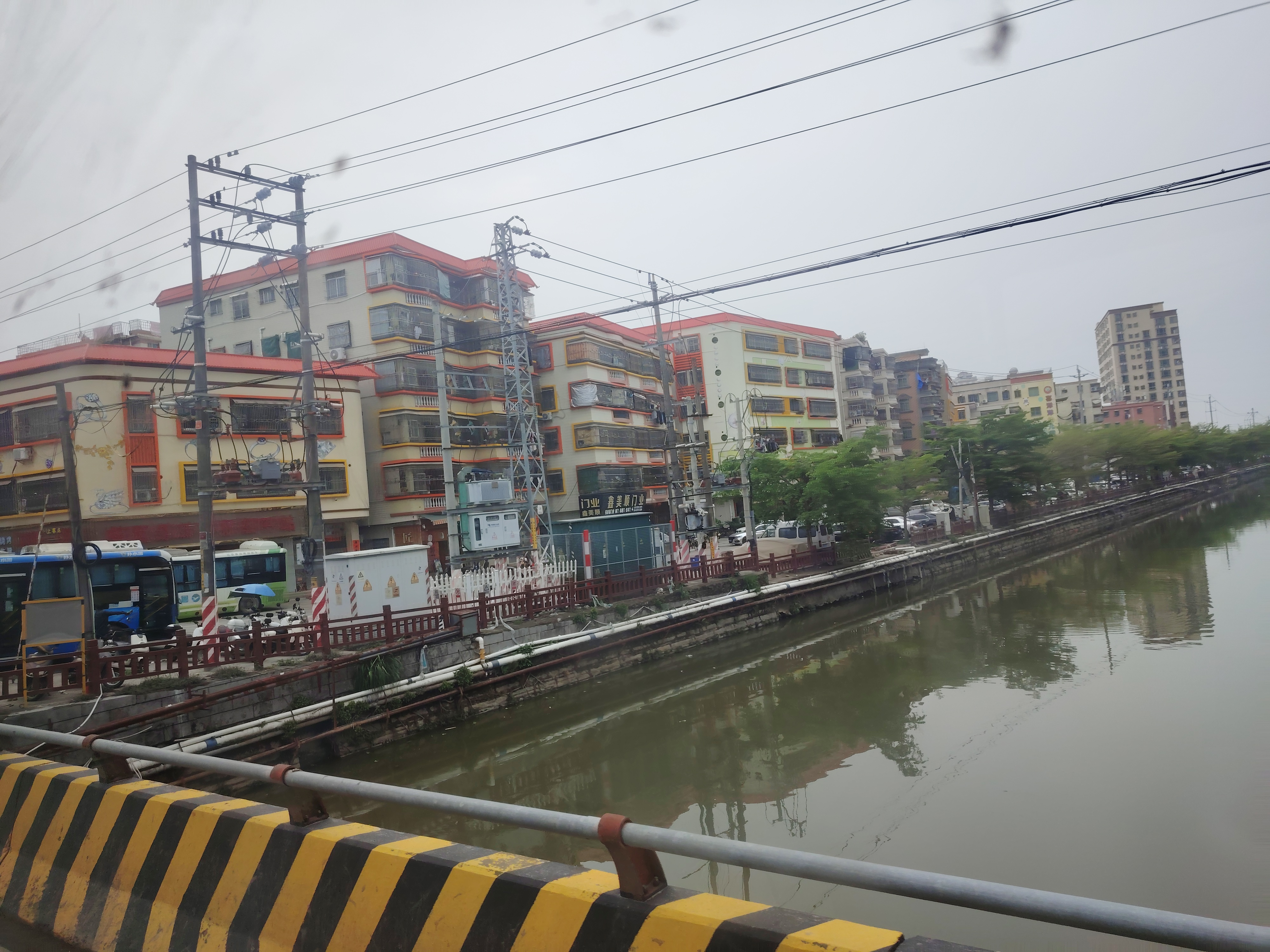
梅陇镇街景

梅陇镇，是中华人民共和国广东省汕尾市海豐縣下辖的一个乡镇级行政单位。也是海丰县内大型城镇之一

## 行政区划
梅陇镇下辖以下地区：
西兴社区居民委、梅北社区居民委、中兴社区居民委、东兴社区居民委、梅南社区居民委、梅陇村、梅星村、东风村、梅西村、屿岭村、银液村、银丰村、红阳村、永红村、联平村、梅联村、石安村、石洲村、石南村、围湖村、南山村、新寮村、新兴村、高中村、梅尖村、新渔村、竹符村、东港村、东联村、仓兜村、联兴村、月池村、云路村、梅东村、东家亚村和水踏村。

## 名人
- 徐克，香港著名電影導演、編劇、監製、演員。代表作爲《英雄本色》、《倩女幽魂》、《黃飛鴻》等。
- 林保怡，香港著名電影、電視劇演員。
- 林世榮，香港金至尊珠寶創辦人。
- 羅傳殷，中國著名書法家。
- 程練傳，香港仁愛集團董事長。
- 丘東平，抗日戰爭時期青年作家。